# كوسوكي غوتو
كوسوكي غوتو (باليابانية: 後藤 虹介) (23 يوليو 1994 في شيزوكا في اليابان – )؛ هو لاعب كرة قدم سابق كان يلعب كلاعب وسط.

## وصلات خارجية
- كوسوكي غوتو على موقع رابطة كرة القدم اليابانية للمحترفين (اليابانية)
- كوسوكي غوتو على موقع قاعدة بيانات كرة القدم.إي يو (الإنجليزية)
- كوسوكي غوتو على موقع Soccerway.com (الإنجليزية)